# بحث ثانوي

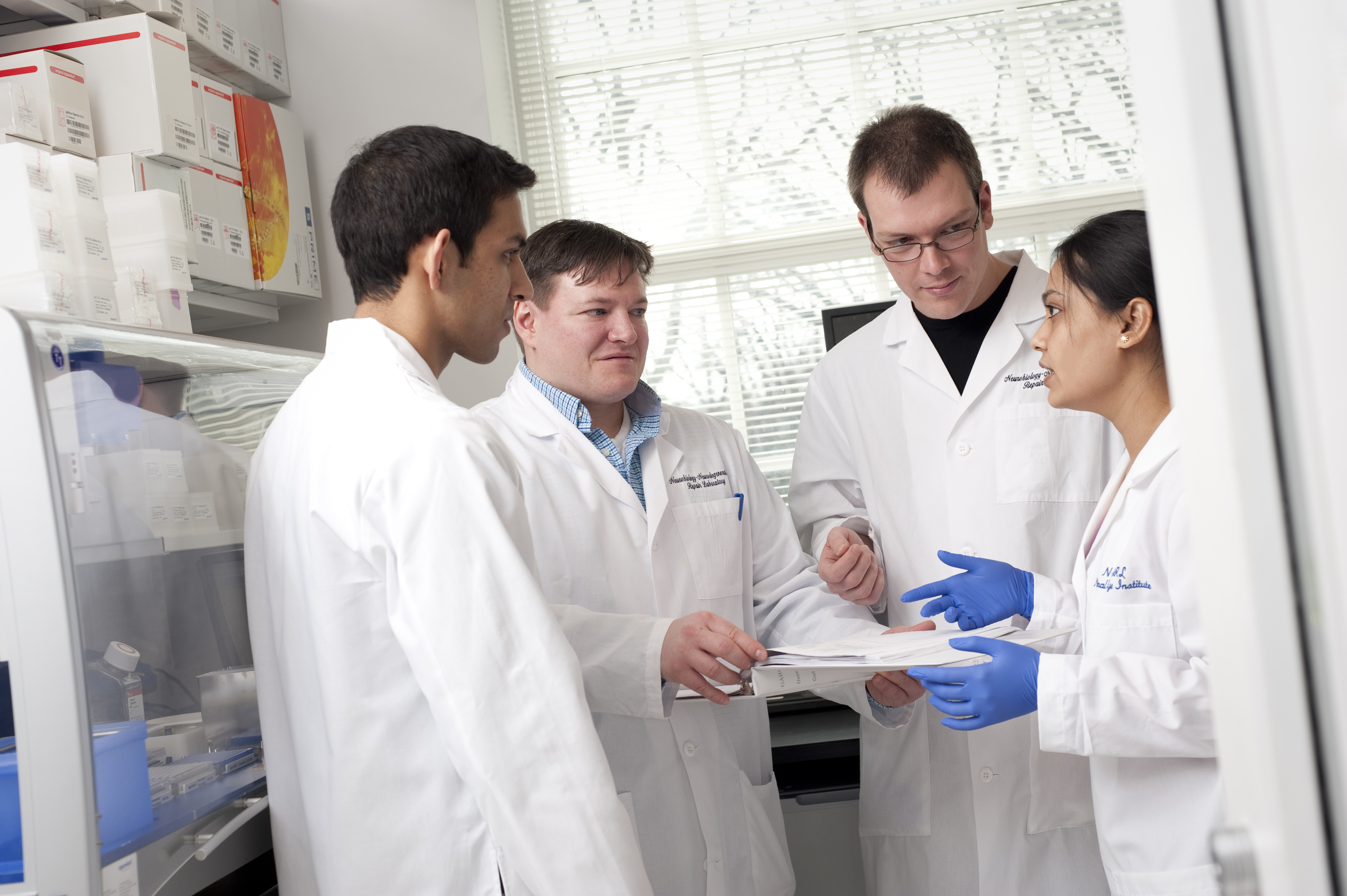

يتضمن البحث الثانوي (المعروف أيضًا بالبحث المكتبي) تلخيص و/أو تجميع و/أو ترتيب لبحث موجود بدلاً من البحث الأساسي، حيث يتم جمع البيانات من موضوعات وتجارب بحثية، مثلاً.
يُستخدم المصطلح على نطاق واسع في الأبحاث الطبية والأبحاث القانونية، وكذلك في بحوث السوق. وتُعد المنهجية الرئيسية في البحث الثانوي الطبي هي المراجعة المنهجية حيث يشيع استخدام التقنيات الإحصائية التحليلية التجميعية، على الرغم من تطور طرق أخرى للتجميع، مثل المراجعات الواقعية والمراجعات السردية التجميعية في السنوات الأخيرة. ويستخدم هذا النوع من البحوث الثانوية البحث الأساسي لآخرين وعادة ما يكون في شكل منشورات وتقارير بحثية.
وفي سياق بحوث السوق، يتضمن البحث الثانوي قيام طرف ثانٍ بإعادة استخدام أي بيانات تم جمعها بواسطة طرف أول أو أطراف أولى.
في علم الآثار والتاريخ الطبيعي، يتعارض البحث المكتبي مع العمل الميداني.
وفي بعض الأحيان يكون البحث الثانوي ضروريًا في المراحل الأولى من البحث لتحديد ما هو المعروف بالفعل وما هي البيانات الجديدة المطلوبة أو للوقوف على تصميم البحث. وفي أوقات أخرى، قد يكون تقنية البحث الوحيدة المستخدمة.
يُعد ذكر المصادر الأصلية للبحث بالكامل من أهم مجالات الأداء في البحث الثانوي، وعادةً ما تأخذ هذه المصادر شكل القائمة الكاملة أو القائمة المشروحة.
قد تشتمل المصادر الفرعية على التقارير البحثية والمجلات ومحتويات الصحف والإحصائيات الحكومية وغير الحكومية السابقة.